# Saint-Léger-des-Prés

Saint-Léger-des-Prés este o comună în departamentul Ille-et-Vilaine, Franța. În 1 ianuarie 2022 avea o populație de 295 de locuitori.